# Leslie Douglas Jackson
Leslie Douglas (Les) Jackson, DFC & Bar (Brisbane, 24 de fevereiro de 1917 — Southport, 17 de fevereiro de 1980) foi um piloto e ás da aviação australiano na Segunda Guerra Mundial creditado com cinco vitórias aéreas. Nascido em Brisbane, ele era um empresário quando ingressou na Reserva da Real Força Aérea Australiana (RAAF) em 1937. Chamado para o serviço activo logo após a eclosão da guerra em setembro de 1939, ele serviu no Esquadrão N.º 23 na Austrália antes de ser enviado para o teatro do Sudoeste do Pacífico com o Esquadrão N.º 21 em Singapura. Em março de 1942 ele ingressou no Esquadrão N.º 75 em Port Moresby, na Nova Guiné, pilotando caças P-40 Kittyhawks sob o comando do seu irmão mais velho, John. Durante a Batalha de Port Moresby, Les abateu quatro aeronaves japonesas.
Jackson assumiu o comando do Esquadrão N.º 75 depois do seu irmão ter falecido em combate no dia 28 de abril de 1942, liderando-o na Batalha de Milne Bay no final daquele ano. Creditado com a quinta vitória aérea, ele tornou-se no primeiro ás da RAAF na campanha da Nova Guiné e recebeu a Cruz de Voo Distinto (DFC). Em 1944 Jackson era o líder da Asa N.º 78 (de caça) no oeste da Nova Guiné, sendo promovido a comandante de asa em setembro daquele ano. Condecorado com um bar para a sua DFC em março de 1945, ele serviu como instrutor-chefe de voo na Unidade de Treino Operacional N.º 8 na Austrália, e terminou a guerra como comandante do Quartel-General da Defesa Aérea, em Madang. Depois de deixar a RAAF em 1946, Jackson voltou ao mundo dos negócios, administrando duas garagens. Ele morreu em Southport, Queensland, em 1980.

## Juventude e início de carreira
Les Jackson nasceu a 24 de fevereiro de 1917 no subúrbio de Newmarket em Brisbane, Queensland, o quarto filho do empresário William Jackson e da sua esposa Edith. O seu primeiro emprego após a educação na Brisbane Grammar School foi como contabilista na empresa da família, J. Jackson & Co. Pty Ltd. Ele então abriu o seu próprio negócio, administrando um posto de gasolina e garagem em Surat, uma área rural a sudoeste de Brisbane. Em fevereiro de 1935 Jackson alistou-se no 2º/14º Regimento de Cavalaria Leve, uma unidade miliciana baseada em Queensland.
Jackson seguiu o seu irmão mais velho, John, até à Reserva da Real Força Aérea Australiana em julho de 1937. Com a eclosão da Segunda Guerra Mundial, Les foi convocado para o serviço activo na RAAF no dia 6 de novembro de 1939. Ele aprendeu a voar como cadete na Estação de Point Cook, em Victoria. Graduando-se como piloto em fevereiro de 1940, ele serviu inicialmente com o Esquadrão N.º 23 em Archerfield, Queensland. Em julho de 1941 foi colocado no teatro do Sudoeste do Pacífico com o Esquadrão N.º 21 em Singapura. Operando inicialmente aviões CAC Wirraway, a unidade foi convertida para aviões Brewster Buffalo em setembro daquele ano.

## Serviço de combate

### Port Moresby

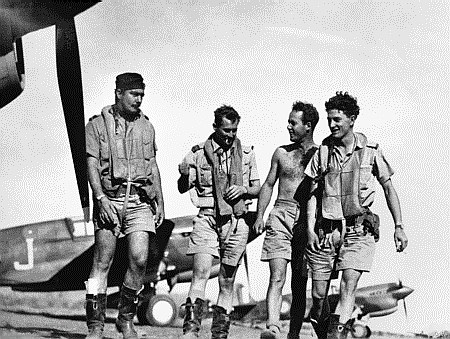
Tenente de voo Jackson (segundo a contar da esquerda) com outros pilotos do Esquadrão N.º 75 em Port Moresby, 1942

Terminando o seu serviço com o Esquadrão N.º 21 em novembro de 1941, Jackson foi colocado no Esquadrão N.º 23 na Austrália. Em março de 1942, ele ingressou no Esquadrão N.º 75 na Nova Guiné como tenente de voo, sob o comando do seu irmão, conhecido como "Old John". Operando caças P-40 Kittyhawk, a unidade rapidamente envolveu-se na defesa de Port Moresby, uma das primeiras batalhas cruciais na campanha da Nova Guiné. Como um dos comandantes de esquadrilha do Esquadrão N.º 75, Jackson participou num ataque surpresa contra o campo de aviação de Lae no dia 22 de março. Cinco caças Kittyhawk liderados por John Jackson atacaram e destruíram uma dúzia de aviões japoneses no solo, enquanto quatro outros, incluindo Les, forneceram cobertura aérea; ele sobreviveu em combate com três Mitsubishi Zeros e viu dois dos seus colegas pilotos a serem abatidos. Dois dias depois ele registou a sua primeira vitória aérea ao interceptar e destruir um Zero que escoltava uma força de bombardeiros em direção a Port Moresby.
No dia 6 de abril Jackson foi forçado a abandonar o seu avião num recife de coral, mas conseguiu chegar à costa com a ajuda de um colete salva-vidas que o seu irmão John lançou para ele. Nas semanas seguintes, Les foi responsável por mais três aeronaves japonesas abatidas. A 5 de abril ele foi atacado pela retaguarda por um Zero enquanto disparava contra bombardeiros japoneses à sua frente, mas foi capaz de virar o jogo contra o caça japonês e abate-lo. No dia seguinte ele enfrentou mais Zeros, danificando dois antes de ser forçado a pousar num recife com um motor fumegante; uma vez no chão, ele saiu do cockpit e dançou na asa para que os seus camaradas soubessem que ele estava bem. Jackson abateu a sua terceira vítima no dia 17 de abril. Dias mais tarde, ele alcançou a sua quarta vitória contra outro Zero, a 24 de abril, para se tornar no maior artilheiro australiano na Batalha de Port Moresby. No dia 28 de abril, John Jackson foi abatido e morto enquanto liderava a defesa aérea da zona de um ataque japonês; Les assumiu o comando do Esquadrão N.º 75 no dia seguinte.  A 30 de abril o esquadrão foi chamado de volta à Austrália para se reformar e reagrupar; Jackson voou uma das suas últimas aeronaves remanescentes para Cairns, Queensland, no dia 9 de maio.

### Baía Milne e resto da guerra

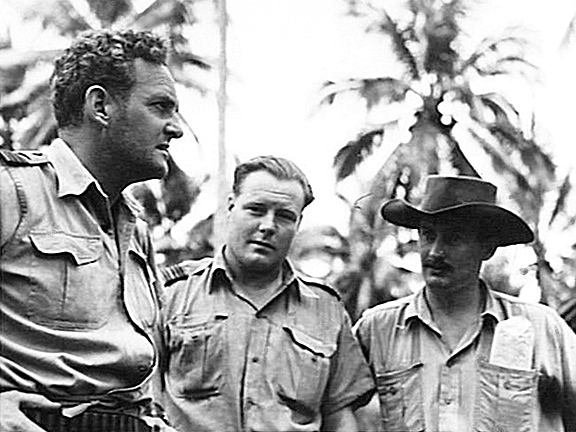
O líder de esquadrão Jackson (à direita) com o comandante de asa "Sam" Balmer (à esquerda), comandando o Esquadrão N.º 100 e o líder de esquadrão "Bluey" Truscott (centro), comandando Esquadrão N.º 76, Baía Milne, 1942

Após o reequipamento na Austrália, Jackson liderou o Esquadrão N.º 75 de volta à Nova Guiné, chegando à Baía Milne no dia 25 de julho de 1942 em companhia de outra unidade de caças Kittyhawk, o Esquadrão N.º 76. Durante a Batalha da Baía Milne, o esquadrão de Jackson estava dedicado à defesa aérea contra os invasores japoneses e a ataques ofensivos contra comboios e outros alvos em apoio às forças terrestres australianas. No dia 25 de agosto, os Kittyhawk lançaram um ataque a embarcações inimigas na Ilha Goodenough que resultou em todos os sete navios sendo incendiados sem a perda de nenhuma aeronave australiana. No dia seguinte Jackson liderou pessoalmente dois dos cinco ataques da sua unidade contra o principal comboio japonês que se aproximava da baía. A 27 de agosto ele e um outro piloto reivindicaram um Zero; os caças japoneses estavam concentrados em destruir uma das suas próprias aeronaves que havia aterrado após um combate com um Marauder B-26 da USAAF, presumivelmente para evitar que a aeronave caísse nas mãos dos aliados, e foram repelidos pelos pilotos australianos. A sua vitória fez de Jackson um ás da aviação, o primeiro da RAAF na Nova Guiné. Por volta de 28 de agosto as tropas japonesas ameaçaram invadir o campo de aviação da RAAF na baía, e os esquadrões Kittyhawk receberam ordens de se retirar para Port Moresby por uma noite. Retornando à baía no dia seguinte, o avião de Jackson teve problemas e ele teve que aterrar de emergência na costa; com a ajuda dos nativos da Nova Guiné, ele chegou a Port Moresby de barco três dias depois. Por volta de 7 de setembro os japoneses retiraram as suas tropas da área da baía; os generais Sydney Rowell e Cyril Clowes descreveram os esforços dos esquadrões 75 e 76 como "o factor decisivo" para repelir as forças invasoras.
O Esquadrão N.º 75 foi transferido para Horn Island, Queensland, em setembro de 1942, e Jackson entregou o comando ao líder do esquadrão John Meehan em janeiro seguinte. Em reconhecimento pela sua "coragem e liderança" na Nova Guiné, Jackson foi condecorado com a Cruz de Voo Distinto (DFC), que foi promulgada no London Gazette a 26 de março de 1943. Tendo servido em cargos de comando na Austrália ao longo do ano, ele foi nomeado líder da Asa N.º 78, uma componente do recém-formado Grupo Operacional N.º 10, em dezembro de 1943. A asa participou nas operações Reckless e Persecution, o assalto a Hollandia e Aitape que abriu a campanha da Nova Guiné Ocidental, em abril de 1944. Estes eventos foram seguidos pelo ataque a Noemfoor, iniciado em junho. Jackson foi promovido a comandante de asa interino em setembro de 1944. Completando o seu destacamento com a Asa N.º 78 em dezembro, ele foi colocado na Unidade de Treino Operacional N.º 8, em Nova Gales do Sul, como instrutor-chefe de voo. Em março de 1945 Jackson foi premiado com um bar à sua DFC pelos "ataques determinados e bem sucedidos em instalações inimigas e de transporte". Em junho de 1945 ano ele assumiu o comando do Quartel-General da Defesa Aérea em Madang.

## Carreira no pós-guerra
Jackson continuou a liderar o Quartel-General da Defesa Aérea em Madang após o fim das hostilidades, até que a sua comissão fosse encerrada em Brisbane a 8 de fevereiro de 1946. Retornando ao negócio de garagem na zona rural de Queensland, ele dirigiu a Active Service Motors em Roma e a Western Queensland Motors em St George. Ele casou-se com Cynthia Molle na Igreja Presbiteriana de Santo André, Southport, a 25 de janeiro de 1947; o casal teve três filhos. Depois de perder a sua esposa em 1974, Jackson viria a falecer devido a uma hemorragia cerebral em Southport no dia 17 de fevereiro de 1980. Ele deixou os seus filhos e foi cremado numa cerimónia anglicana.